# Tomasböle pappersbruk

Tomasböle pappersbruk var verksamt i Pojo i Västnyland åren 1667–1713. Där tillverkades lumppapper. Under större delen av tiden leddes bruket av pappersmästare ur släkten Obenher, som i övrigt var verksam vid Uppsala universitets pappersbruk. Bruket i Pojo var det äldsta pappersbruket i Finland.

## Bakgrund
Under 1600-talets första hälft anlades flera pappersbruk i Sverige i anslutning till akademier, gymnasier och domkapitel. Johannes Gezelius den äldre utsågs år 1664 efter en kyrklig karriär i Sverige och Livland till biskop i Åbo. Hans största intresse var folkundervisning och prästutbildning och han gjorde stora insatser på dessa områden. Därför var han en aktiv författare av kristna upplysningsskrifter och utgivare av bibliska verk och handböcker. För att underlätta sin verksamhet som författare inrättade han i Åbo sitt eget bokförlag och tryckeri och därtill ett pappersbruk utanför staden. Hans son, Johannes Gezelius den yngre, efterträdde sin far vid dennes död 1690 både som biskop, som författare och som utgivare. Han ledde verksamheten i Åbo fram till evakueringen undan de ryska trupperna år 1713.

## Historik
År 1665 flyttade Gezelius den äldre till Åbo och utverkade samma år för akademin tullfrihet för 100 ris papper i året. Han ingick också genast ett avtal med mäster Bertil Obenher om att anlägga ett pappersbruk i S:t Mårtens socken. Obenher ville dock annorlunda och ingick kompanjonskap med sin svåger guldsmeden Zachris Witte i Åbo och ryttmästaren Henrik Falkenhagen för att grunda ett pappersbruk i Tomasböle i Pojo. Falkenhagens penninginsats skulle användas till att köpa olika förnödenheter till bruket, men redan i maj 1666 hade Gezelius löst ut honom och köpte därtill Wittes andel. Bruket anlades på Tomasböle bergfrälsehemman och platsen arrenderades av Carl Billsten på Billnäs bruk. Bäcken vid Tomasböle hade en jämn vattentillförsel och i strömmen låg en holme med låg stengrund och där anlades brukshuset. Boningshuset för pappersmakaren och torkhuset byggdes på en hög och torr plan strax öster om forsen.
Enligt kontraktet med Gezelius skulle Obenher ansvara för den tekniska ledningen och varans kvalitet. Vidare skulle han underhålla bruksbyggnaderna, betala strömavraden, delta i tullavgifterna för införande av papperet till Åbo samt tillsammans med biskopen hålla folk för insamlande av lump till bruket. För sitt uppehälle och för täckande av brukets behov av kontanter skulle Obenher få sälja papper, men inte mer än 1 ris åt gången och mot bokföringsskyldighet. Vid ett synodalmöte i januari 1667 lovade de närvarande prästerna att genom sina klockare och kyrkväktare köpa upp råvara till pappersbruket. I mars 1667 användes redan de första leveranserna av skrivpapper från pappersbruket. I övrigt tycks brukets tillverkning för det mesta ha omfattat tryckpapper och kartong för biskopens tryckeri som grundades 1668. Den räckte ändå inte till för detta ändamål och har beräknats uppgå till 12 % av tryckeriets pappersanvändning. Åren 1669-1670 svek Obenher biskopen genom att utom bokföringen sälja papper till främmande. Rådsturätten i Åbo dömde till slut Obenher att avstå från sin andel i bruket till biskopen för utlägg som biskopen hade gjort vid byggnadsarbetet och mot skälig ersättning för papperslagret. Mäster Bertil Obenher försvann därmed från pappersbruket, som efter det leddes av hans bror Mårten Obenher.
Gezelius önskade att Billstens förläning på Tomasböle skulle överföras på honom och detta lyckades genom att Billstens förläning indrogs i fjärdepartsräfsten 1673. Tomasböle förlänades till Gezelius år 1675. År 1681 blev Mårten Obenher liksom sin bror före honom ertappad med att sälja papper för egen räkning. Han fanns ändå kvar vid bruket till år 1695. Redan 1684 nämns dock pappersmakaren Lars Krus. Gezelius miste genom den stora reduktionen 1682 hemmanen i Tomasböle men fick dem åter 1685. Han köpte före det två rusthåll i grannbyn Övervästerby som behövdes för pappersbrukets upprätthållande. Gezelius den äldre avled i början av år 1690 men då var hans son med samma namn redan på plats i Åbo och övertog biskopsämbetet, förlaget, tryckeriet och pappersbruket samt boklagret. Den siste kände pappersmakaren i Tomasböle var Carl Alm, som nämns första gången år 1703. Sommaren 1710 fördes det gezeliuska tryckeriet till Stockholm men det återfördes till Åbo följande år. Pappersbruket tycks ha varit verksamt i Pojo ända till år 1713 då biskopen på nytt flydde till Sverige.

## Eftermäle
På ett koncept till en lantmätarkarta från 1728 finns en antydan om ett hus, möjligen bruksbyggnaden, på den gamla tomten. Kort därefter anlades högre upp i samma vattendrag Kulla masugn, vilket gjorde att vattnet vid Tomasböle sinade under hög- och sensommaren. En kamrer Asproth ville i början av 1730-talet återuppta Tomasböle pappersbruk men saken avancerade inte. År 1740, då ett nytt krig stod för dörren, uppkom tanken att anlägga ett kronans krutbruk i Tomasböle men man konstaterade att vattentillgången var ojämn. Vid vattendraget anlades därefter endast bondkvarnar. 

## Övrigt
Tomasböle pappersbruks vattenstämplar finns återgivna i Finlands riksarkivs dokumentering av historiska papperskvaliteter.

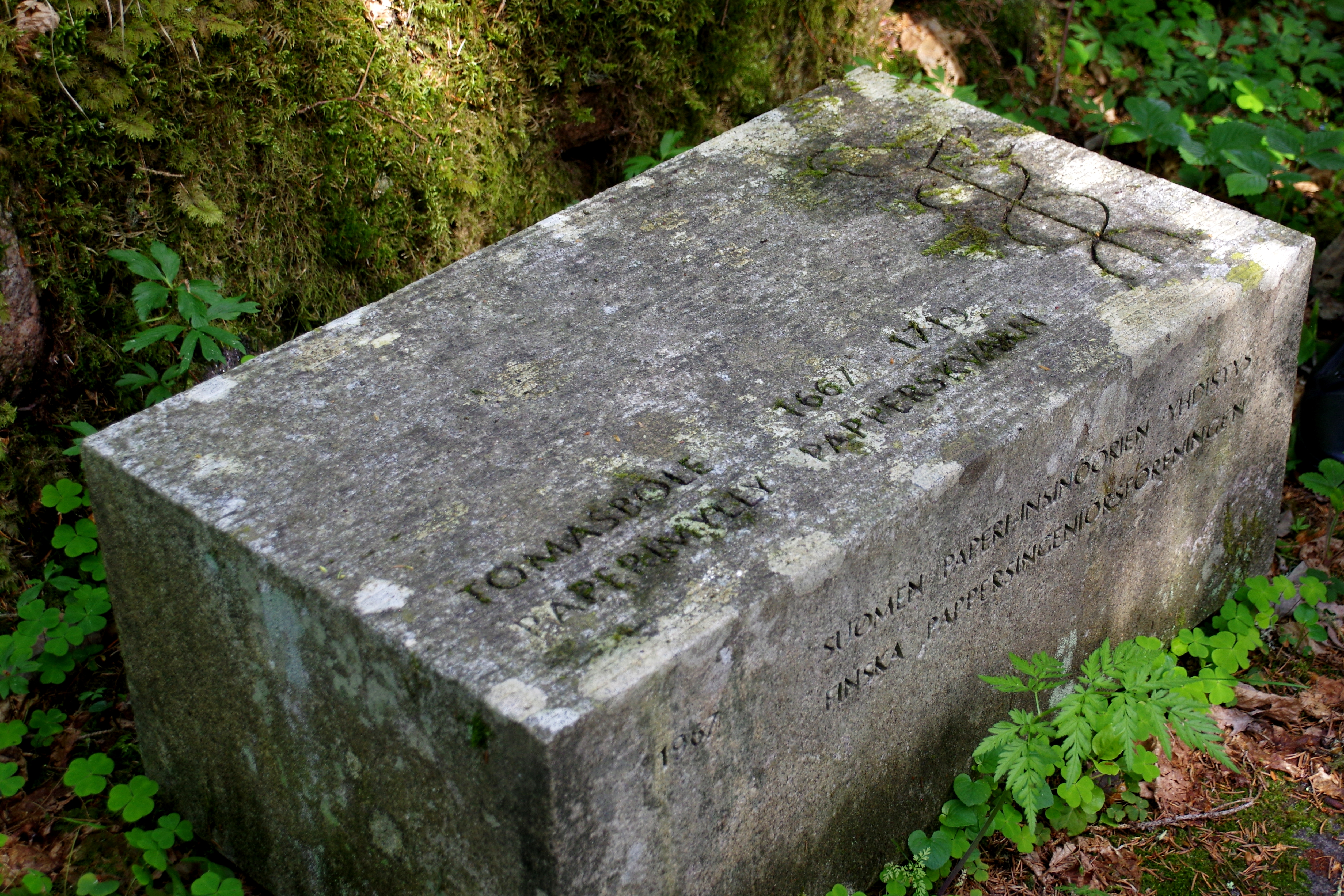
Minnesmärket. Till höger ses brukets vattenmärke.

Finska Pappersingenjörsföreningen reste ett minnesmärke över Tomasböle pappersbruk år 1967, då 300 år har gått sen bruket grundades. Minnesmärket finns avbildat i beskrivningen av Pojo offerbergs naturstig.